# Metlika
Metlika (njemački:Möttling) je grad i središte istoimene općina u jugoistočnoj Sloveniji. Metlika se nalazi u blizini granice s Hrvatskom u pokrajini Dolenjskoj i statističkoj regiji Jugoistočna Slovenija. 

## Stanovništvo
Prema popisu stanovništva iz 2002. godine Metlika je imala 3.225 stanovnika.

## Povijest
Status grada Metlika je dobila 1365. godine zbog turskih napada. Samo naselja sa statusom grada mogla su graditi obrambene zidine i izgrađivati se kao tvrđave. Prvi turski napad na Metliku je bio 1408. godine. Tijekom sljedećih 170 godina Turci su 17 puta opljačkali i spalili grad.
Grad je u svojoj povijesti imao i teškoće s kugom. Tijekom 16. stoljeća je za vrijeme protestantizma doživio i kulturni procvat. Krajem 17. stoljeća Metliku je pogodio jak potres, a 1705. godine grad je potpuno spaljen.
Veliki značaj Metlika dobiva za vrijeme Napoleonovih Ilirskih provincija.

## Vanjske poveznice
- Službena stranica općine
- Satelitska snimka grada  Arhivirana inačica izvorne stranice od 29. srpnja 2017. (Wayback Machine)